# Francisco Craveiro Lopes
Francisco Higino Craveiro Lopes, wicehrabia de Molenos-Craveiro (ur. 12 kwietnia 1894 w Lizbonie, zm. 2 września 1964 tamże) – marszałek lotnictwa Portugalii, polityk, 13. prezydent kraju.

## Życiorys
Po śmierci dotychczasowego prezydenta, marszałka Antonio Carmony Lopes został wyznaczony przez premiera (faktycznego dyktatora), Antonio Salazara do kandydowania w wyborach prezydenckich przeciwko kandydatowi demokratycznej opozycji, którym był Manuel Quintão Meireles. Jego rywal ostatecznie wycofał się z wyborów.
Lopes okazał się trudniejszym partnerem dla Salazara aniżeli jego poprzednik. Nieustannie ścierający się z premierem i posiadający własne koncepcje rządów w państwie, odmówił kandydowania na urząd prezydenta po raz kolejny. Wkrótce otrzymał stopień marszałka. Zaproszony przez demokratyczną opozycję do współpracy, odmówił.
W okresie czynnego zaangażowania w politykę był członkiem salazarowskiej Unii Narodowej.